# Matadi
Matadi är en hamnstad i Kongo-Kinshasa, huvudstad i provinsen Kongo-Central. Folkmängden är omkring 301 600 invånare (2015). Staden ligger på Kongoflodens södra strand intill Ingafallen, mittemellan Atlanten och den kongolesiska huvudstaden Kinshasa.
Av Kongoflodens hamnar för oceangående fartyg är Matadi den som ligger längst uppströms, cirka 160 km från mynningen. Den är landets viktigaste hamnstad, och härifrån exporteras bland annat kaffe och timmer. Gods till och från Kinshasa lastas här över till väg och järnväg. Staden har även en flygplats, Matadi flygplats.
Matadi grundades 1879 av Henry Morton Stanley.